# Loxocarya gigas
Loxocarya gigas är en gräsväxtart som beskrevs av Barbara Gillian Briggs och Lawrence Alexander Sidney Johnson. Loxocarya gigas ingår i släktet Loxocarya och familjen Restionaceae. Inga underarter finns listade i Catalogue of Life.